# Adelhaid cseh fejedelemné
Adelhaid (csehül: Adléta; 1040 körül – Prága, Csehország, 1062. január 27.), II. Vratiszláv cseh fejedelem második feleségeként Csehország fejedelemasszonya 1061 januárjától 1062. január 27-én bekövetkezett korai haláláig. I. András magyar király egyetlen leánya volt.

## Életrajza

### Családi háttere
Adelhaid feltehetően 1040 körül, a Kijevi Rusz területén született. Apja I. István magyar király unokaöccse, az Árpád-házból való András herceg, míg édesanyja a „Bölcs” jelzővel illetett I. Jaroszláv kijevi nagyfejedelem leánya, Anasztázia volt. Anyai nagyanyja a svéd Munsö-klánból való Ingegerd fejedelemasszony, Kincses Olaf svéd király leánya, akit az orosz ortodox egyházban ma szentként tisztelnek. Adelhaid megkeresztelkedésére feltehetően orosz földön került sor görög szertatás szerint. Korábban apja, András herceg is itt tért meg – valószínűleg házassága egyik feltételeként – és vette fel nevét András apostol, a szlávok védőszentje után. Szüleinek rajta kívül két fia született még: 1053-ban a későbbi Salamon magyar király, valamint 1055 körül Dávid, aki papi pályára került.
Egyes elméletek szerint Adelhaid nem András leánya, hanem nővére volt. Ezt a hipotézist azonban nagyban cáfolja az a tény, hogy ebben az esetben házassága évében sokkal idősebbnek kellett volna lennie jövendőbeli férjénél, mintsem, hogy a fiatal morva herceg így nőül fogadta volna. Más elmélet szerint anyja nem Anasztázia, hanem András egy korábbi, ismeretlen felesége volt, akiről korabeli források nem tesznek említést. Ez a teória arra épül, hogy a kijevi nagyfejedelem nem adta volna nőül leányát egy száműzött herceghez, amíg annak nem nyílt reális esélye uralkodóvá válni (erre pedig András esetében csak 1046-ban nyílt lehetőség).
Még 1031 körül Szent István király az ellene fellázadó Vazult (Adelhaid nagyapját) megvakíttatta, fiait, Andrást, Leventét és Bélát pedig száműzte az országból. A Vazul-fiak előbb Csehországba menekültek, majd onnan Béla Lengyelországba, András és Levente a Kijevi Rusz területére ment. 1046-ban az ország fűurai fellázadtak Orseolo Péter uralma ellen, és hazahívták orosz földről a két herceget. Miután sikeresen megdöntötték Péter hatalmát, Adelhaid apját 1046 év végén I. András néven magyar királlyá koronázták. Adelhaid az esztergomi várban nevelkedett, a magyar és az orosz nyelv mellett tanult még görögül és latinul is. Neveléséről a bizánci neveltetésű édesanyja, Anasztázia királyné gondoskodhatott.

### Házassága

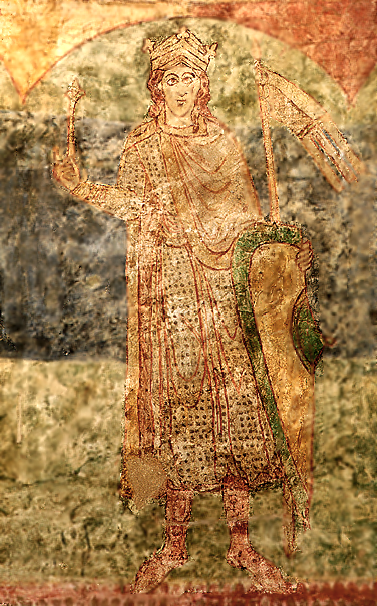
Adelhaid férje, a későbbi II. Vratiszláv cseh király freskója a Szent Katalin-rotundában (Znojmo, Csehország)

1055 év elején érkezett meg Magyarországra a fiatal olmützi herceg, Vratiszláv. A menekült herceg a Přemysl-dinasztia tagja volt, I. Břetislav cseh fejedelem és Schweinfurti Judit – aki Orseolo Péter felesége is volt – ifjabbik fiaként született. Fivére, II. Spytihněv elől menekült Magyarországra, mivel a fejedelem megszállta hercegségét. Amiért Vratiszláv elmenekült, várandós feleségét a fejedelem börtönbe vetette. Később végül szabadon engedte, ám az asszony születendő gyermekével együtt 1055-ben elhunyt menekülése során.
A tragikus módon megözvegyült fiatal herceg Magyarországon beleszeretett vendéglátója, I. András magyar király leányába. Házasságukra 1055 vagy 1056-ban került sor. Wertner Mór történész krónikákra hivatkozva így írja le találkozásukat:
A király vendégeivel evett, ivott. A jó étel, jó bor magához térítette, felvidította a búsongó csehet. Meglátta András egyetlen, szép eladó lányát, Adelhaidet, és halálosan beleszeretett. A lánynak már sok kérője volt, de András Vratiszlávnak adta.
A házasság hírére a cseh fejedelem, tartva attól, hogy öccse magyar csapatokkal uralmára tör majd, ezt megelőzendő maga hívta vissza fivérét és vele együtt új feleségét Csehországba, ahol nekik adta a Morva Hercegséget. Az ifjú párnak rövid, hat esztendeig tartó házassága alatt négy gyermeke született, köztük a későbbi fejedelem, II. Břetislav, valamint Judit fejedelemasszony, aki a későbbi lengyel uralkodó, Ulászló Herman első felesége lett. Másik két gyermekükről nem szólnak a krónikák, így az ifjabb Vratiszláv és Ludmilla feltételezhetően fiatalon hunytak el.
1061 januárjában elhunyt II. Spytihněv. Az új fejedelem Adelhaid férje lett II. Vratiszláv néven, és ezzel belőle Csehország fejedelemasszonya vált. Új címét azonban nem sokáig birtokolhatta, ugyanis egy évvel később, 1062. január 27-én elhunyt. Hitvese egy évvel később harmadjára is megházasodott: a korábbi lengyel fejedelem, I. Kázmér leányát, Świętosławát vette feleségül, akitől öt gyermeke született. Férjét 1086-ban királlyá koronázták, ezzel ő lett a cseh történelem első koronás fője. Vérvonala tovább élt leánya révén: Adelhaid lett Ferdeszájú Boleszláv nagyanyja, akit az egyik legjelentősebb lengyel uralkodóként tartanak számon.

## Genealógia
Lásd még: az Árpád-ház családfája cikket
|  |  |                              |                              |                              |                              |                              |                              |                              |                              |                               |                               |                                |                                |                                |                                |                                |                                | Vazul                   | Vazul                   | Vazul                   | Vazul                   | Vazul                   | Vazul                   |          |          | I. Jaroszláv kijevi nagyfejedelem | I. Jaroszláv kijevi nagyfejedelem | I. Jaroszláv kijevi nagyfejedelem | I. Jaroszláv kijevi nagyfejedelem | I. Jaroszláv kijevi nagyfejedelem | I. Jaroszláv kijevi nagyfejedelem |                              |                              | Svédországi Ingegerd  | Svédországi Ingegerd  | Svédországi Ingegerd  | Svédországi Ingegerd  | Svédországi Ingegerd | Svédországi Ingegerd |                 |                 |            |            |            |            |  |  |       |       |       |       |       |       |  |  |
|  |  |                              |                              |                              |                              |                              |                              |                              |                              |                               |                               |                                |                                |                                |                                |                                |                                | Vazul                   | Vazul                   | Vazul                   | Vazul                   | Vazul                   | Vazul                   |          |          | I. Jaroszláv kijevi nagyfejedelem | I. Jaroszláv kijevi nagyfejedelem | I. Jaroszláv kijevi nagyfejedelem | I. Jaroszláv kijevi nagyfejedelem | I. Jaroszláv kijevi nagyfejedelem | I. Jaroszláv kijevi nagyfejedelem |                              |                              | Svédországi Ingegerd  | Svédországi Ingegerd  | Svédországi Ingegerd  | Svédországi Ingegerd  | Svédországi Ingegerd | Svédországi Ingegerd |                 |                 |            |            |            |            |  |  |       |       |       |       |       |       |  |  |
|  |  |                              |                              |                              |                              |                              |                              |                              |                              |                               |                               |                                |                                |                                |                                |                                |                                |                         |                         |                         |                         |                         |                         |          |          |                                   |                                   |                                   |                                   |                                   |                                   |                              |                              |                       |                       |                       |                       |                      |                      |                 |                 |            |            |            |            |  |  |       |       |       |       |       |       |  |  |
|  |  | I. Břetislav cseh fejedelem  | I. Břetislav cseh fejedelem  | I. Břetislav cseh fejedelem  | I. Břetislav cseh fejedelem  | I. Břetislav cseh fejedelem  | I. Břetislav cseh fejedelem  |                              |                              | Schweinfurti Judit            | Schweinfurti Judit            | Schweinfurti Judit             | Schweinfurti Judit             | Schweinfurti Judit             | Schweinfurti Judit             |                                |                                | I. András magyar király | I. András magyar király | I. András magyar király | I. András magyar király | I. András magyar király | I. András magyar király |          |          |                                   |                                   |                                   |                                   | Anasztázia                        | Anasztázia                        | Anasztázia                   | Anasztázia                   | Anasztázia            | Anasztázia            |                       |                       |                      |                      |                 |                 |            |            |            |            |  |  |       |       |       |       |       |       |  |  |
|  |  | I. Břetislav cseh fejedelem  | I. Břetislav cseh fejedelem  | I. Břetislav cseh fejedelem  | I. Břetislav cseh fejedelem  | I. Břetislav cseh fejedelem  | I. Břetislav cseh fejedelem  |                              |                              | Schweinfurti Judit            | Schweinfurti Judit            | Schweinfurti Judit             | Schweinfurti Judit             | Schweinfurti Judit             | Schweinfurti Judit             |                                |                                | I. András magyar király | I. András magyar király | I. András magyar király | I. András magyar király | I. András magyar király | I. András magyar király |          |          |                                   |                                   |                                   |                                   | Anasztázia                        | Anasztázia                        | Anasztázia                   | Anasztázia                   | Anasztázia            | Anasztázia            |                       |                       |                      |                      |                 |                 |            |            |            |            |  |  |       |       |       |       |       |       |  |  |
|  |  |                              |                              |                              |                              |                              |                              |                              |                              |                               |                               |                                |                                |                                |                                |                                |                                |                         |                         |                         |                         |                         |                         |          |          |                                   |                                   |                                   |                                   |                                   |                                   |                              |                              |                       |                       |                       |                       |                      |                      |                 |                 |            |            |            |            |  |  |       |       |       |       |       |       |  |  |
|  |  |                              |                              |                              |                              |                              |                              |                              |                              |                               |                               |                                |                                |                                |                                |                                |                                |                         |                         |                         |                         |                         |                         |          |          |                                   |                                   |                                   |                                   |                                   |                                   |                              |                              |                       |                       |                       |                       |                      |                      |                 |                 |            |            |            |            |  |  |       |       |       |       |       |       |  |  |
|  |  | II. Spytihněv cseh fejedelem | II. Spytihněv cseh fejedelem | II. Spytihněv cseh fejedelem | II. Spytihněv cseh fejedelem | II. Spytihněv cseh fejedelem | II. Spytihněv cseh fejedelem |                              |                              | II. Vratiszláv cseh fejedelem | II. Vratiszláv cseh fejedelem | II. Vratiszláv cseh fejedelem  | II. Vratiszláv cseh fejedelem  | II. Vratiszláv cseh fejedelem  | II. Vratiszláv cseh fejedelem  |                                |                                |                         |                         |                         |                         |                         |                         | Adelhaid | Adelhaid | Adelhaid                          | Adelhaid                          | Adelhaid                          | Adelhaid                          |                                   |                                   | Salamon magyar király        | Salamon magyar király        | Salamon magyar király | Salamon magyar király | Salamon magyar király | Salamon magyar király |                      |                      | Sváb Judit      | Sváb Judit      | Sváb Judit | Sváb Judit | Sváb Judit | Sváb Judit |  |  | Dávid | Dávid | Dávid | Dávid | Dávid | Dávid |  |  |
|  |  | II. Spytihněv cseh fejedelem | II. Spytihněv cseh fejedelem | II. Spytihněv cseh fejedelem | II. Spytihněv cseh fejedelem | II. Spytihněv cseh fejedelem | II. Spytihněv cseh fejedelem |                              |                              | II. Vratiszláv cseh fejedelem | II. Vratiszláv cseh fejedelem | II. Vratiszláv cseh fejedelem  | II. Vratiszláv cseh fejedelem  | II. Vratiszláv cseh fejedelem  | II. Vratiszláv cseh fejedelem  |                                |                                |                         |                         |                         |                         |                         |                         | Adelhaid | Adelhaid | Adelhaid                          | Adelhaid                          | Adelhaid                          | Adelhaid                          |                                   |                                   | Salamon magyar király        | Salamon magyar király        | Salamon magyar király | Salamon magyar király | Salamon magyar király | Salamon magyar király |                      |                      | Sváb Judit      | Sváb Judit      | Sváb Judit | Sváb Judit | Sváb Judit | Sváb Judit |  |  | Dávid | Dávid | Dávid | Dávid | Dávid | Dávid |  |  |
|  |  |                              |                              |                              |                              |                              |                              |                              |                              |                               |                               |                                |                                |                                |                                |                                |                                |                         |                         |                         |                         |                         |                         |          |          |                                   |                                   |                                   |                                   |                                   |                                   |                              |                              |                       |                       |                       |                       |                      |                      |                 |                 |            |            |            |            |  |  |       |       |       |       |       |       |  |  |
|  |  |                              |                              |                              |                              |                              |                              |                              |                              |                               |                               |                                |                                |                                |                                |                                |                                |                         |                         |                         |                         |                         |                         |          |          |                                   |                                   |                                   |                                   |                                   |                                   |                              |                              |                       |                       |                       |                       |                      |                      |                 |                 |            |            |            |            |  |  |       |       |       |       |       |       |  |  |
|  |  |                              |                              |                              |                              | I. Ulászló lengyel fejedelem | I. Ulászló lengyel fejedelem | I. Ulászló lengyel fejedelem | I. Ulászló lengyel fejedelem | I. Ulászló lengyel fejedelem  | I. Ulászló lengyel fejedelem  |                                |                                |                                |                                |                                |                                | Judit                   | Judit                   | Judit                   | Judit                   | Judit                   | Judit                   |          |          |                                   |                                   | II. Břetislav cseh fejedelem      | II. Břetislav cseh fejedelem      | II. Břetislav cseh fejedelem      | II. Břetislav cseh fejedelem      | II. Břetislav cseh fejedelem | II. Břetislav cseh fejedelem |                       |                       | Bogeni Ludgarda       | Bogeni Ludgarda       | Bogeni Ludgarda      | Bogeni Ludgarda      | Bogeni Ludgarda | Bogeni Ludgarda |            |            |            |            |  |  |       |       |       |       |       |       |  |  |
|  |  |                              |                              |                              |                              | I. Ulászló lengyel fejedelem | I. Ulászló lengyel fejedelem | I. Ulászló lengyel fejedelem | I. Ulászló lengyel fejedelem | I. Ulászló lengyel fejedelem  | I. Ulászló lengyel fejedelem  |                                |                                |                                |                                |                                |                                | Judit                   | Judit                   | Judit                   | Judit                   | Judit                   | Judit                   |          |          |                                   |                                   | II. Břetislav cseh fejedelem      | II. Břetislav cseh fejedelem      | II. Břetislav cseh fejedelem      | II. Břetislav cseh fejedelem      | II. Břetislav cseh fejedelem | II. Břetislav cseh fejedelem |                       |                       | Bogeni Ludgarda       | Bogeni Ludgarda       | Bogeni Ludgarda      | Bogeni Ludgarda      | Bogeni Ludgarda | Bogeni Ludgarda |            |            |            |            |  |  |       |       |       |       |       |       |  |  |
|  |  |                              |                              |                              |                              |                              |                              |                              |                              |                               |                               |                                |                                |                                |                                |                                |                                |                         |                         |                         |                         |                         |                         |          |          |                                   |                                   |                                   |                                   |                                   |                                   |                              |                              |                       |                       |                       |                       |                      |                      |                 |                 |            |            |            |            |  |  |       |       |       |       |       |       |  |  |
|  |  |                              |                              |                              |                              |                              |                              |                              |                              |                               |                               | Piast-házi uralkodók (1370-ig) | Piast-házi uralkodók (1370-ig) | Piast-házi uralkodók (1370-ig) | Piast-házi uralkodók (1370-ig) | Piast-házi uralkodók (1370-ig) | Piast-házi uralkodók (1370-ig) |                         |                         |                         |                         |                         |                         |          |          |                                   |                                   |                                   |                                   |                                   |                                   | Břetislav                    | Břetislav                    | Břetislav             | Břetislav             | Břetislav             | Břetislav             |                      |                      |                 |                 |            |            |            |            |  |  |       |       |       |       |       |       |  |  |